# Релига, Збигнев
Зби́гнев Эуге́ниуш Рели́га (пол. Zbigniew Eugeniusz Religa; 16 декабря 1938 — 8 марта 2009) — польский кардиохирург и политик.
С 2005 по 2007 год — министр здравоохранения Польши.

## Биография
В 1963 году окончил Варшавский медицинский университет. Во время учебы в университете Збигнев Релига часто говорил, что не хочет быть хирургом.
По окончании учебы он уехал на стажировку в США, где под руководством лучших специалистов изучал передовые подходы и технологии, применявшиеся в хирургии. Несмотря на предложения остаться работать за границей, он вернулся в Польшу.
После двух лет службы в армии устроился работать в больницу на западе Варшавы, где проработал хирургом до 1980 года. С 1984 переехал в Забже, где создал с нуля и возглавил знаменитый в будущем Силезский центр сердечных заболеваний.

### Пересадка сердца
15 августа 1985 провел первую операцию на сердце, 5 ноября 1985 года вместе с командой врачей успешно выполнил первую в Польше пересадку сердца. Операция проходила в Силезском Центре Сердечных Заболеваний в городе Забже. Донором был 20-летний молодой человек из Варшавы, попавший в автокатастрофу — у него констатировали смерть мозга.
В 1987 году во время одной из операций по пересадке сердца была сделана фотография, опубликованная в журнале National Geographic. Снимок вошел в число 100 лучших снимков журнала. На фото усталый Збигнев Релига сидит у операционного стола рядом с только что прооперированным пациентом. Сзади прямо на полу засыпает его ассистент, который в тот день помог профессору в двух успешных трансплантациях.

## Политическая карьера
В 2005 году Збигнев Релига стал министром здравоохранения. Через какое-то время начались протесты службы здравоохранения, и примерно тогда же у Религи произошло обострение болезни — рака легких. Ему пришлось уйти в отставку из-за очень тяжелого самочувствия.

## Смерть
Всю свою жизнь Релига был заядлым курильщиком. Это довело его до рака легких, но ритм жизни профессора оставался неизменным — курение он на какое-то время бросил, но после последней операции вернулся к нему, осознавая, что это уже не изменит ситуации.
Збигнев Релига любил слушать музыку, особенно джаз, и всегда напевал мелодии Луи Армстронга. Он умер 8 марта 2009 года, в возрасте 70 лет, после тяжелой болезни. На его похоронах звучала мелодия What a wonderful world.

## Награды и звания
- Почëтный доктор ЛНМУ (1997)

## В культуре
- Жизни Збигнева Религи посвящён биографический фильм Лукаша Палковски Боги (2014). Его роль в фильме исполнил Томаш Кот.